# هيثر ريتشاردز
هيثر ريتشاردز (بالإنجليزية: Heather Richards)‏ (16 فبراير 1994 - ) هي لاعبة كرة قدم بريطانية في مركز الهجوم. لعبت مع Hibernian W.F.C. ‏ وCeltic F.C. Women ‏ وRangers W.F.C. ‏.

## وصلات خارجية
- هيثر ريتشاردز على موقع الاتحاد الأوربي (الإنجليزية)
- هيثر ريتشاردز على موقع الاتحاد الإسكتلندي (الإنجليزية)
- هيثر ريتشاردز على موقع قاعدة بيانات كرة القدم.إي يو (الإنجليزية)